# Matilde Segarra Gil
Matilde Segarra Gil (Castelló de la Plana 2 de juny de 1889 - València 18 d'octubre de 1966) va ser una pintora valenciana.

## Biografia
Nascuda a Castelló el 2 de juny de 1889, Matilde Segarra estudià a l'escola de Les Aules i després va assistir a l'acadèmia del pintor Vicent Castell al carrer de l'Empedrat de Castelló des de 1902, on anaven les joves de bona família, i on va aprendre a pintar del natural a més de coincidir amb pintors com Rafael Sanchis Yago, Francisco Pérez Dolz i Joan Baptista Porcar, que li va modelar un bust que es conserva al Museu Provincial de Castelló. La vàlua de Matilde Segarra és reconeguda en algunes revistes de l'època i per Carles Sarthou Carreres, tot i que a principis del segle XX no era gens comú valorar l'obra artística de les dones. Entre les companyes pintores destaquem l'admiració que Carmen Palau Benlliure (1909) manifestava cap a les seues pintures.
Els temes reproduïts en la pintura de Matilde Segarra responen als tòpics de l'època: flors, naturalesa morta, paisatge i retrat normalment realitzats amb aquarel·la i pastel. Quan es casa el 1917 va amainar la seua tasca pictòrica a causa del model patriarcal que l'obligava a atendre les feines de la llar, però el 1940 reprén la dedicació als pinzells.
La seua obra es conserva repartida entre familiars, com Josep Antoni Pradells, i amics com la família Huguet de València o la d'Hipòlito Fabra Noguera, fill de la pintora Carmen Noguera. Altres obres van ser donades per les seues filles Matilde Salvador i Segarra, compositora, i Josefina Salvador Segarra, violinista, a l'Ajuntament de Castelló i a la Diputació de Castelló. A més d'utilitzar el llenç com a suport de les seues obres, Matilde Segarra pintava també en petit format sobre utensilis com platets o tacetes, tret característic i diferencial de la pintura femenina respecte a la dels homes. És de les poques alumnes que a més de còpies pintava del natural i destaca especialment per la seua habilitat en la pintura de temes florals.